# Rumer Godden
Margaret Rumer Godden OBE (*  10. Dezember 1907 in Eastbourne, East Sussex; † 8. November 1998 in Dumfriesshire, Schottland) war eine britische Schriftstellerin.
Nachdem Godden in ihren ersten vierzig Lebensjahren überwiegend in Indien gelebt und dort mehr als 20 Jahre eine Ballettschule geleitet hatte, ließ sie sich 1949 endgültig im Vereinigten Königreich nieder. Sie schrieb mehr als 60 Bücher, größtenteils Romane, die zum Teil hohe Auflagen erzielten und auch verfilmt wurden. Zu ihren erfolgreichsten Werken gehören Black Narcissus, In This House of Brede, The River, The Doll’s House, An Episode of Sparrows, Greengage Summer und The Diddakoi.
1993 wurde Godden zum Officer des Order of the British Empire ernannt. Sie starb 1998 im Alter von 90 Jahren.

## Werke (Auswahl)
- Chinese Puzzle (1936)
- Black Narcissus (1939); dt. Ausgaben Uralt der Wind vom Himalaya (1952) und Schwarzer Narziß (1986)
- Breakfast with the Nikolides (1942)
- The River (1946, Neuauflage: London : Virago, 2012, ISBN 978-1-84408-869-0)
- The Doll's House (1947)
- The Mousewife (1951)
- Miss Happiness and Miss Flower (1951)
- Kingfishers Catch Fire (1953)
- An Episode of Sparrows (1956)
- The Fairy Doll (1955)
- The Greengage Summer (1958)
  - Unser Sommer im Mirabellengarten, aus dem Englischen von Elisabeth Pohr, Zürich : Kampa, Mai 2022, ISBN 978-3-311-15038-1
- The Battle of the Villa Fiorita (1963)
- Home is the Sailor (1964)
- The Kitchen Madonna (1966)
- Two Under the Indian Sun (1966)
- In This House of Brede (1969); dt. Ausgabe In diesem Haus des Friedens (1970)
- The Diddakoi (1972)
- Shiva's Pigeons (1972)
- The Peacock Spring (1975)
- Five For Sorrow, Ten For Joy (1979)
- The Dark Horse (1981)
- A Time to Dance, No Time to Weep (1987)
- A House with Four Rooms (1989)
- Coromandel Sea Change (1991)
- Cromartie vs. the God Shiva (1997)

## Verfilmungen
- 1947: Die schwarze Narzisse (Black Narcissus) – Regie: Michael Powell, Emeric Pressburger
- 1948: Betrogene Jugend (Enchantment) – Regie: Irving Reis
- 1951: Der Strom (The River) – Regie: Jean Renoir
- 1958: Kleine Übeltäter (Innocent Sinners) – Regie: Philip Leacock
- 1960: Es geschah in diesem Sommer (The Greengage Summer) – Regie: Lewis Gilbert
- 1964: Kampf in der Villa Fiorita (The Battle of the Villa Fiorita) – Regie: Delmer Daves
- 1976: Kizzi (BBC-Verfilmung von The Diddakoi) – Regie: David Tilley
- 1996: Wenn der Pfau erwacht (The Peacock Spring) – Regie: Christopher Morahan